# محمد فريح
محمد فريح الشمري لاعب كرة قدم سعودي ، يلعب في نادي أحد.

## مسيرة اللاعب
لعب في نادي الباطن ونادي أحد.